# Den hvide hingst
Den hvide hingst er en dansk film fra 1961.
- Manuskript og instruktion Harry Watt.

Blandt de medvirkende kan nævnes:
- Osvald Helmuth
- Preben Neergaard
- Lise Ringheim
- Baard Owe
- Karl Stegger
- Helge Kjærulff-Schmidt
- Paul Hagen
- Lise Thomsen
- Preben Mahrt
- Henry Lohmann